# Bruno Giacomelli
Bruno Giacomelli soprannominato Jack O'Malley (Poncarale, 10 settembre 1952) è un ex pilota automobilistico italiano, vincitore del campionato europeo di Formula 2 nel 1978.
Corse nelle principali categorie automobilistiche, tra cui Formula 1, Champ Car ed Endurance. La sua carriera è stata particolarmente legata all'Alfa Romeo, con cui gareggiò per quattro stagioni nella massima serie, ottenendo una pole position e un terzo posto come migliori risultati.

## Carriera

### Le serie minori
Giacomelli iniziò la sua carriera di pilota nel 1968, con i motocross. Negli anni successivi sviluppò la passione per l'automobilismo: nel 1971 si iscrisse alla scuola di pilotaggio di Henry Morrogh e l'anno seguente esordì in Formula Ford Italia al volante di una Tecno. Inattivo nel 1973, tornò alla guida di una monoposto nel 1974 in Formula Italia, ottenendo la sua prima vittoria e conquistando il titolo di categoria nel 1975. In quegli anni per mantenersi fece diversi lavori: tipografo, disegnatore di rubinetti, operaio di macchine utensili e addetto alle riproduzioni d'arte.
A metà del 1976 abbandonò il suo impiego per trasferirsi in Inghilterra e concentrarsi sulle corse. Prese quindi parte al campionato britannico di Formula 3 con la March, vincendo il trofeo ShellSport e giungendo secondo nel trofeo BP. A metà stagione dominò il week-end a Montecarlo, ricevendo la promessa di un posto in Formula 1 per l'anno successivo da parte di Enzo Ferrari
Ferrari non mantenne la promessa, e gli offrì invece un posto in Formula 2. Giacomelli continuò con la March (ne aveva disegnato specchietti, cruscotto e pedaliera) passando in Formula 2 per il 1977. Nel 1978 vinse i titoli italiano ed europeo, ottenendo 8 vittorie su 12 corse. Il record di 8 vittorie stagionali rimase imbattuto fino alla soppressione della categoria.

### La Formula 1

#### Il debutto (1977-78)
Nel 1977 Giacomelli esordì in Formula 1 al Gran Premio d'Italia  quando la McLaren gli mise a disposizione la terza vettura (quella guidata proprio da Villeneuve al Gran Premio di Gran Bretagna). L'anno successivo disputò alcune altre gare, sempre con il team britannico, guidando una M26, vettura obsoleta. Sull'abitacolo, al posto del nome, portò l'indicazione Jack O'Malley, il nome con cui era stato foneticamente ribattezzato dagli inglesi.
A fine stagione divenne uno dei candidati ad ottenere un posto in Williams, ma fu scartato in favore di Regazzoni perché giudicato troppo poco esperto.

#### Alfa Romeo
1979

Giacomelli alla guida della sua Alfa Romeo nel 1979

L'infortunio occorso a Vittorio Brambilla durante il Gran Premio d'Italia, portò l'Alfa Romeo a contattare Giacomelli per offrirgli un posto in vista del rientro della casa milanese in Formula 1 previsto per il 1979. Il modello 177, progettato sulla base dei regolamenti delle stagioni precedenti, soffriva il mancato aggiornamento alle più importanti novità tecniche, superava di circa 60 kg il peso delle più moderne vetture e non era in grado di sfruttare l'effetto suolo.
Il debutto avvenne al Gran Premio del Belgio, concluso con un ritiro mentre si trovava in tredicesima posizione. La stagione vide il pilota bresciano impegnato nello sviluppo della nuova 179, che debuttò al Gran Premio d'Italia, guidata dal solo Giacomelli. Al rientrante Brambilla venne infatti affidata la vecchia 177 per le restanti gare, fino al termine della stagione. Nonostante il debutto del nuovo modello, Giacomelli colse tre ritiri consecutivi e terminò il campionato senza aver conquistato punti.
1980
Nel 1980 l'Alfa Romeo gli affiancò Patrick Depailler. La vettura era più competitiva, e Giacomelli conquistò i primi punti mondiali nella prima gara, il Gran Premio d'Argentina. A metà stagione, Depailler morì in prove private a Hockenheim. Al proposito Giacomelli dichiarò:
(Bruno Giacomelli)
Nel corso della stagione, la vettura evidenziò diversi progressi nelle prestazioni grazie al nuovo telaio e riuscì a ben adattarsi alle gomme Goodyear da 15 pollici. Giacomelli riuscì a qualificarsi in seconda fila sia a Imola sia in Canada e al Gran Premio degli Stati Uniti Giacomelli segnò la sua prima e unica pole position in carriera. In gara rimase al comando per trentuno giri, fino a quando fu costretto al ritiro per un problema all'accensione, più volte manifestatosi. L'anno fu comunque positivo e a Giacomelli l'Alfa propose un contratto biennale. 
1981
Nell'anno 1981 la vettura era più affidabile ma ancora poco competitiva. La casa italiana pagò, a detta del pilota, l'abolizione delle "minigonne" e il ritiro della Goodyear, ma anche la scarsa capacità di adattarsi prontamente ai nuovi regolamenti. A Las Vegas, però, Giacomelli agguantò l'unico podio della sua carriera, giungendo terzo dietro a Jones e Prost.

#### Toleman
Dopo un deludente 1982 Giacomelli passò alla Toleman, dove venne spesso battuto dal suo compagno di squadra e primo pilota (per contratto) Derek Warwick.
Non fu un anno fortunato, proprio per la situazione di secondo pilota (l'ingaggio era stato peraltro favorito dagli sponsor italiani del team), Giacomelli non venne confermato in un team che aveva ingaggiato Ayrton Senna e cercò di trattenere Warwick poi passato alla Renault.

### Il passaggio alla CART e alle ruote coperte
Senza alternative in Formula 1, Giacomelli scelse la Formula Indy per il suo 1984. Debuttò a Long Beach con una Theodore. Durante il rookie test a Indianapolis, gravi problemi tecnici indussero il proprietario del Team Teddy Yp a sospendere il programma  americano. A fine stagione corse a Laguna Seca per il team Patrick, e il buon risultato gli fece ottenere un contratto di metà stagione, valido unicamente per le piste stradali, per il 1985, come compagno di Emerson Fittipaldi. Il pilota italiano ottenne come miglior risultato un quinto posto,  sfiorando la vittoria nell'ultima gara sul circuito di Tamiami Park a Miami. Il Team Patrick incontrò più volte durante l'anno problemi di messa a punto delle proprie monoposto che ne ostacolarono i risultati, dopo i promettenti test invernali pre campionato.
Nel 1986 corse con la Lancia nel campionato Interserie. A Spielberg rimase vittima di un incidente rilevante (venne addirittura creduto morto e i soccorritori intervennero solo perché Hans-Joachim Stuck li prese a pugni). Appena cinque mesi dopo era di nuovo in vettura.
Tra 1986, 1987 e 1988 si alternò tra WTCC e vetture sport, per l'Interserie ed Endurance. L'ultima vittoria venne ottenuta al Fuji nel 1988, in Endurance. Nello stesso periodo testò l'Alfa Romeo per il campionato Cart, mentre nel 1989 ritrovò un volante di Formula 1 diventando tester per la Leyton House.

### Il ritorno in Formula 1
Nel 1990 Giacomelli ritornò ufficialmente nella massima serie al volante della Life con motore Judd V8. La scelta di correre, pur con un team debuttante e dal potenziale incerto, prevalse sull'offerta fatta dalla McLaren per un posto da tester, con l'avallo di Ayrton Senna. La vettura, però, non era competitiva e disponeva di soli 300 cavalli contro i 700 medi della concorrenza (a Hockenheim, Senna sorpassò Giacomelli viaggiando a 345 km/h contro i 240 massimi della Life), e per ben 12 volte Giacomelli non riuscì a prequalificarsi.

## Risultati completi in Formula 1
| 1977 | Scuderia | Vettura |  |  |  |  |  |  |  |  |  |  |  |  |  |     |  |  |  | Punti | Pos. |
| ---- | -------- | ------- |  |  |  |  |  |  |  |  |  |  |  |  |  | --- |  |  |  | ----- | ---- |
| 1977 | McLaren  | M23     |  |  |  |  |  |  |  |  |  |  |  |  |  | Rit |  |  |  | 0     |      |

| 1978 | Scuderia | Vettura |  |  |  |  |  |   |  |  |     |   |  |  |     |    |  |  |  | Punti | Pos. |
| ---- | -------- | ------- |  |  |  |  |  | - |  |  | --- | - |  |  | --- | -- |  |  |  | ----- | ---- |
| 1978 | McLaren  | M26     |  |  |  |  |  | 8 |  |  | Rit | 7 |  |  | Rit | 14 |  |  |  | 0     |      |

| 1979 | Scuderia   | Vettura   |  |  |  |  |  |     |  |    |  |  |  |  |     |  |     |  |  | Punti | Pos. |
| ---- | ---------- | --------- |  |  |  |  |  | --- |  | -- |  |  |  |  | --- |  | --- |  |  | ----- | ---- |
| 1979 | Alfa Romeo | 177 e 179 |  |  |  |  |  | Rit |  | 17 |  |  |  |  | Rit |  | Rit |  |  | 0     |      |

| 1980 | Scuderia   | Vettura |   |    |     |     |     |     |     |     |   |     |     |     |     |     |  |  |  | Punti | Pos. |
| ---- | ---------- | ------- | - | -- | --- | --- | --- | --- | --- | --- | - | --- | --- | --- | --- | --- |  |  |  | ----- | ---- |
| 1980 | Alfa Romeo | 179     | 5 | 13 | Rit | Rit | Rit | Rit | Rit | Rit | 5 | Rit | Rit | Rit | Rit | Rit |  |  |  | 4     | 18º  |

| 1981 | Scuderia   | Vettura |     |    |    |     |   |     |    |    |     |    |     |     |   |   |   |  |  | Punti | Pos. |
| ---- | ---------- | ------- | --- | -- | -- | --- | - | --- | -- | -- | --- | -- | --- | --- | - | - | - |  |  | ----- | ---- |
| 1981 | Alfa Romeo | 179C    | Rit | NC | 10 | Rit | 9 | Rit | 10 | 15 | Rit | 15 | Rit | Rit | 8 | 4 | 3 |  |  | 7     | 15º  |

| 1982 | Scuderia   | Vettura    |    |     |     |     |     |     |     |     |    |   |   |   |     |    |     |    |  | Punti | Pos. |
| ---- | ---------- | ---------- | -- | --- | --- | --- | --- | --- | --- | --- | -- | - | - | - | --- | -- | --- | -- |  | ----- | ---- |
| 1982 | Alfa Romeo | 179D e 182 | 11 | Rit | Rit | Rit | Rit | Rit | Rit | Rit | 11 | 7 | 9 | 5 | Rit | 12 | Rit | 10 |  | 2     | 22º  |

| 1983 | Scuderia | Vettura |     |     |    |     |    |   |   |     |     |     |     |    |   |   |     |  |  | Punti | Pos. |
| ---- | -------- | ------- | --- | --- | -- | --- | -- | - | - | --- | --- | --- | --- | -- | - | - | --- |  |  | ----- | ---- |
| 1983 | Toleman  | TG183B  | Rit | Rit | 13 | Rit | NQ | 8 | 9 | Rit | Rit | Rit | Rit | 13 | 7 | 6 | Rit |  |  | 1     | 19º  |

| 1990 | Scuderia | Vettura |  |  |     |     |     |     |     |     |     |     |     |     |     |     |  |  |  | Punti | Pos. |
| ---- | -------- | ------- |  |  | --- | --- | --- | --- | --- | --- | --- | --- | --- | --- | --- | --- |  |  |  | ----- | ---- |
| 1990 | Life     | F190    |  |  | NPQ | NPQ | NPQ | NPQ | NPQ | NPQ | NPQ | NPQ | NPQ | NPQ | NPQ | NPQ |  |  |  | 0     |      |

| Legenda | 1º posto     | 2º posto | 3º posto    | A punti         | Senza punti/Non class.  | Grassetto – Pole position Corsivo – Giro più veloce |
| Legenda | Squalificato | Ritirato | Non partito | Non qualificato | Solo prove/Terzo pilota | Grassetto – Pole position Corsivo – Giro più veloce |